# Seidmar
Seidmar ist ein Gemeindeteil der Gemeinde Leutenbach im Landkreis Forchheim (Oberfranken, Bayern).

## Geografie
Das im äußersten Südwesten der Wiesentalb gelegene Dorf befindet sich etwa zweieinhalb Kilometer ostsüdöstlich des Ortszentrums von Leutenbach und liegt auf einer Höhe von 521 m ü. NHN.

## Geschichte
Bis zum Beginn des 19. Jahrhunderts unterstand der Ort der Landeshoheit des Hochstifts Bamberg. Die  Dorf- und Gemeindeherrschaft war für Seidmar zwar nicht offiziell festgelegt, wurde aber vom bambergischen Amt Forchheim in seiner Funktion als Vogteiamt wahrgenommen. Das gleiche Amt übte auch die Hochgerichtsbarkeit in seiner Rolle als Centamt aus.
Als das Hochstift Bamberg infolge des Reichsdeputationshauptschlusses 1802/03 säkularisiert und unter Bruch der Reichsverfassung vom Kurfürstentum Pfalz-Baiern annektiert wurde, wurde  Seidmar ein Teil der bei der „napoleonischen Flurbereinigung“ in Besitz genommenen neubayerischen Gebiete.
Durch die Verwaltungsreformen zu Beginn des 19. Jahrhunderts im Königreich Bayern wurde der damalige Weiler Seidmar mit dem Zweiten Gemeindeedikt 1818 ein Gemeindeteil der Ruralgemeinde Mittelehrenbach. Im Zuge der Gebietsreform in Bayern wurde Seidmar mit der Gemeinde Mittelehrenbach am 1. Mai 1978 in die Gemeinde Leutenbach eingegliedert.

## Verkehr
Eine von der Staatsstraße 2242 kommende Gemeindeverbindungsstraße durchquert den Ort und führt zur Kreisstraße FO 36. Der ÖPNV bedient das Dorf an einer Haltestelle der Buslinie 226 des VGN in Richtung Forchheim und in die Gegenrichtung nach Egloffstein. Die nächstgelegenen Bahnhöfe befinden sich in Wiesenthau an der Wiesenttalbahn sowie in Gräfenberg, dem Endpunkt der Gräfenbergbahn.

## Baudenkmäler

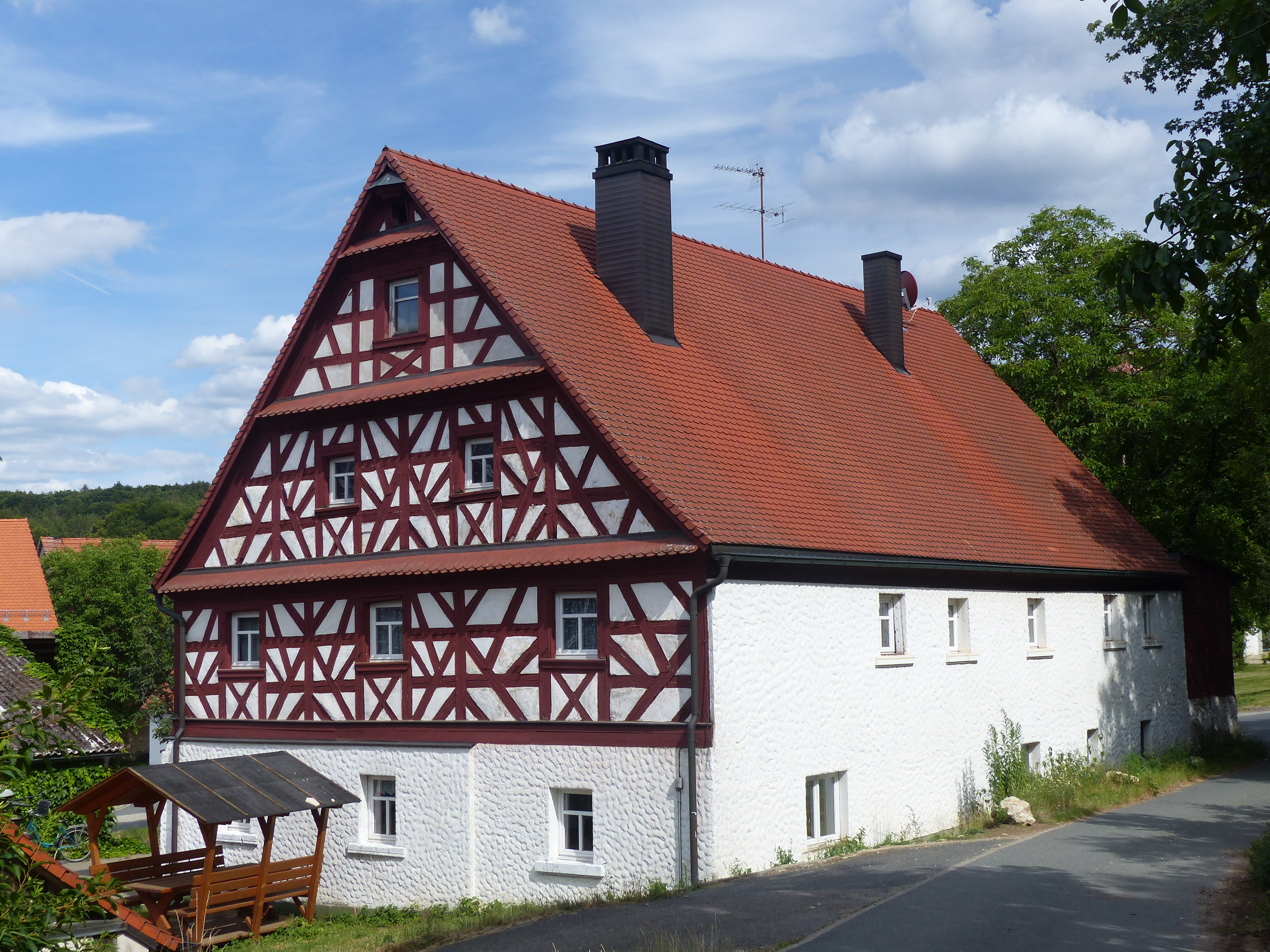
Aus dem 18. Jahrhundert stammender Wohnstallbau in Fachwerkbauweise

Am südwestlichen Ortsrand von Seidmar steht ein zweigeschossiger Wohnstallbau aus dem 18. Jahrhundert.